# Wilfredo Rivera
Wilfredo A. Rivera Cepeda (nacido el 14 de octubre de 2003) es un futbolista puertorriqueño que juega en la posición de delantero. Es internacional absoluto con la selección nacional de fútbol de Puerto Rico . 

## Trayectoria
Rivera creció en el barrio de Quintana de San Juan, Puerto Rico y comenzó a jugar fútbol para el Academia Quintana . Su familia se mudó a Florida, Estados Unidos en 2010 y se unió al Clay County Soccer Club. Después de siete temporadas en Clay County SC, Rivera se mudó a Jacksonville FC antes de unirse al programa SIMA/Orlando City DA en Montverde Academy .

### Orlando City
En marzo de 2020, Rivera firmó un contrato con el Orlando City B, filial de la USL League One de Orlando City. Hizo su debut el 1 de agosto de 2020,en un partido contra el South Georgia Tormenta y anotó su primer gol para el club la semana siguiente en una victoria por 2-0 sobre New England Revolution II . Fue titular en los 15 partidos y terminó la temporada como máximo goleador del equipo con tres goles.
Habiéndose comprometido originalmente a jugar fútbol universitario para South Florida Bulls a partir del otoño de 2021, Rivera se unió al campamento de pretemporada del equipo de Orlando City antes de la temporada 2021 y el 22 de marzo de 2021 firmó un contrato profesional de tres años  local . Se convirtió en el noveno canterano del club y el segundo jugador más joven en firmar un contrato con el primer equipo después de Tommy Redding en 2014.

## Selección nacional
En septiembre de 2018, Rivera fue convocado al campo de entrenamiento sub-16 de Estados Unidos .
Rivera hizo su debut en Puerto Rico sub-17 en 2019 durante la clasificación del Campeonato Sub-17 de CONCACAF 2019 y luego representó al equipo durante la etapa eliminatoria, comenzando con una derrota por 2-1 ante México en los octavos de final.
El 19 de enero de 2021, hizo su debut absoluto con Puerto Rico como suplente en el minuto 80 en una victoria amistosa por 1-0 sobre República Dominicana .

## Estadísticas de carrera
Al 24 de octubre de 2020 
| Club           | Temporada     | Liga          | Liga         | Liga  | Taza         | Taza  | eliminatorias | eliminatorias | Total        | Total |
| Club           | Temporada     | División      | aplicaciones | Metas | aplicaciones | Metas | aplicaciones  | Metas         | aplicaciones | Metas |
| -------------- | ------------- | ------------- | ------------ | ----- | ------------ | ----- | ------------- | ------------- | ------------ | ----- |
| Orlando City B | 2020          | USL1          | 15           | 3     | —            | —     | —             | —             | 15           | 3     |
| Carrera total  | Carrera total | Carrera total | 15           | 3     | 0            | 0     | 0             | 0             | 15           | 3     |